# Filippo Grassia
Filippo Grassia (Ancona, 1º febbraio 1950) è un giornalista, scrittore e dirigente sportivo italiano.
Voce e volto del giornalismo sportivo italiano, anconetano di nascita ma milanese di adozione, sposato con due figli e quattro nipoti, Filippo Grassia è stato Assessore allo Sport e Giovani della Regione Lombardia nella Giunta “ibrida” nominata da Roberto Formigoni in previsione delle elezioni anticipate del 2013. È Cavaliere al merito della Repubblica Italiana e Stella d’Oro del Coni.

## Carriera

### Giornalismo
Esperto di economia e politica dello sport, è opinionista de Il Giornale, oltre che firma di altre testate come il Guerin Sportivo. È inoltre ospite fisso a Mediaset. Lavora per Radio Rai, dove cura fra l'altro la popolare rubrica da lui ideata “La moviola? Guardiamola alla radio”, in diretta da 25 anni.
Nella prima parte della carriera ha lavorato come redattore-inviato al Guerin Sportivo di Cucci dal 1975 al 1979, al Giornale di Indro Montanelli dal 1979 al 1986 e, come inviato speciale, al Corriere dello Sport di Tosatti fra il 1986 e il 1987.
È stato poi responsabile delle pagine sportive de La Stampa dal 1987 al 1991, direttore del “Guerin Sportivo” dal 1991 al 1993, di “Canale 10” dal 1993 al 1995 e di “Calcio 2000” dal 2004 al 2007. Per lunghi periodi ha collaborato con Rai, Telemontecarlo, Telepiù, Sky e Televisione Svizzera Italiana.
È l'unico giornalista ad aver avuto l'onore di lavorare sia con Giovanni Arpino che con Gianni Brera, e non solo per la comune partecipazione a “Il Giornale” di Montanelli: con il primo ha firmato un libro sulla Juventus nel 1984, La Signora; con il secondo ha fondato nel 1983 il mensile Record.
Negli anni giovanili ha creato un trimestrale di atletica leggera Atletica Marche e diretto il mensile Sotto rete dedicato a tutti gli sport dilettantistici.

### Scrittura
Numerosi i libri a sua firma. 
Per Kenness editore pubblica nel 2023 la biografia di Karl-Heinz Rummenigge.
Nel settembre del 2012 è uscito “Terribile Zizì, il primo dei numeri 10”, sulla vita di Luigi Cevenini, uno dei più grandi calciatori degli Anni ‘20 e '30.
Nel giugno 2010, insieme a Giampiero Lotito, ha pubblicato per Sperling & Kupfer il libro “Inter - Il calcio siamo noi”, prima opera inserita su iPad dall'editore Mondadori.
Nei primi mesi del 2008 ha collaborato con Oliviero Toscani quale supervisore editoriale e curatore di testi, alla redazione del volume “Inter! 100 anni di emozioni”, che rappresenta il libro ufficiale della società nerazzurra, edito in occasione del Centenario.
Fra il 2006 e il 2008 ha svolto una intensa attività per l'editore Vallardi scrivendo tre volumi sui grandi club di calcio italiani (Inter, due edizioni, Juventus e Milan).
Nel 2006 ha coordinato l'opera “60 anni di Sisal, 60 anni d'Italia” alla quale hanno collaborato, fra gli altri, Feltri, Friedman, Goldoni, Grasso, Icardi, Maltese e il compianto Tosatti.
Nel 2005 ha pubblicato per Mondadori Electa il secondo volume della trilogia “Il Grande Calcio a Milano” con il fotografo Marco Ravezzani.
In precedenza ha scritto con Giovanni Arpino “La Signora”, con Edgardo Signati “Il mondo nel pallone” e con Luigi Palmigiano “La storia del volley”.
Sul piano scientifico-didattico ha elaborato: a) Storia del Giornalismo sportivo italiano; b) Dispensa su Comunicazione e Organizzazione aziendale; c) Lettura sul doping presentata a “Sport & Scienze” (Montecarlo 25-26 aprile 2002); d) Media Office Training in due parti; e) Organizzare un evento in due parti.

### Associazionismo
Dal 2022 è vicepresidente dell’Osservatorio Metropolitano di Milano insignito dell’Ambrogino d’Oro nel 2023.
Nel 2018 diventa Presidente del Panathlon Club Milano e consigliere nazionale dell’Unione Nazionale Veterani.
Dal 2016 al 2018 ha presieduto il Tennis Club Ambrosiano che, fra le altre attività, organizza il Torneo Internazionale Avvenire, il secondo al mondo under 16.
Nel 2012 ha assunto l'incarico di Assessore allo Sport e Giovani della Regione Lombardia nella Giunta “ibrida” nominata da Roberto Formigoni in previsione delle elezioni anticipate del 2013.
Nel 2009 ha coordinato, in qualità di presidente, il Comitato Organizzatore “Milano Capitale Europea dello Sport 2009”.
Dal 2001 al 2012 guida il Coni della Provincia di Milano, di cui sono stati presidenti in passato Gualtiero Zanetti, Massimo Moratti e Gianmaria Visconti di Modrone.
Dal 1994 al 2001 ha fatto parte del Consiglio di Amministrazione della Fondazione Onesti.
Per dieci anni ha presieduto il premio giornalistico Coni-Ussi, per sei è stato membro della Giuria del Premio letterario Bancarella Sport, in una occasione lo ha presieduto.
Dal 1984 al 1987 ha presieduto il Gruppo Lombardo Giornalisti Sportivi. È stato successivamente presidente dell'Unione Stampa Sportiva Italiana (USSI) per dieci anni, dal novembre 1992 all'ottobre 2002, dopo aver ricoperto per due mandati (dal 1986 al 1992) la carica di vicepresidente con Tosatti.
Nello stesso periodo, ha creato il primo Centro in Italia di Addestramento alla Pallavolo aperto ai bambini e alle bambine dai 7 anni in su. Di questo gruppo, due ragazze sono arrivate in Nazionale.
Negli anni dell'Università è stato eletto consigliere regionale della Fidal Marche (il più giovane in assoluto) e nominato vicepresidente della polisportiva Pro Patria di Ancona, che si occupava di volley, atletica, lotta e ciclismo.
Ai tempi del liceo ha collaborato con l'Assessore allo Sport di Ancona, prof. De Angelis, gestito le prime edizioni dei Giochi della Gioventù e fondato con Franco Brasili la società del Brogliaccio che poi è arrivata alla A1 di volley femminile.

### Insegnamento
Tra il 2011 e il 2019 ha svolto i moduli di “Giornalismo Sportivo” presso la Facoltà di Scienze Motorie dell'Università Statale di Milano e di “Comunicazione e Sport” nel Master di “Sport e Management psicosociale” presso la Facoltà di Psicologia dell'Università Cattolica di Milano.
Nel 2011 e 2012 è stato docente di “Gestione della Comunicazione” nel Master in “Sport, Management, Marketing & Sociology” dell'Università degli Studi di Milano-Bicocca.
Dal 2001 al 2010 è stato professore a contratto presso l'Università di Pavia: docente del corso di “Organizzazione aziendale”, già “Marketing e metodologia della comunicazione”, presso la Facoltà di Scienze Motorie di Pavia (II anno del biennio) oltre che del corso “Mass media e sport” presso l'analoga facoltà distaccata a Voghera (I anno del biennio). In questa stessa facoltà ha curato l'insegnamento in “Legislazione in Medicina dello Sport” nell'anno accademico 2006-2007.
Nei precedenti anni accademici ha insegnato all'Università Cattolica di Milano (“Dinamica dell'economia e della politica sportiva” e “Storia dello sport in Italia”); al Politecnico di Milano (“L'evoluzione dell'impiantistica sportiva”); all'Università degli Studi di Firenze nel Corso di Perfezionamento in Diritto ed Economia dello Sport (“L'importanza della comunicazione nello sport mondiale”); allo Iulm (“Linguaggi giornalistici specialistici”) nell'ambito del Master in “Giornalismo e Editoria Multimediale”.
Nell'anno accademico 2001-2002 ha avuto l'incarico d'insegnamento in “Scienza della comunicazione” all'Università di Tor Vergata a Roma, alla European School of Economics di Milano e al Formaper di Milano.
Tra il 1998 al 2011 ha curato il seminario di “Comunicazione e Marketing” al Master in Management dello Sport presso l'Università di San Marino nella sede principale e in quelle distaccate di Rimini e Parma.
Per quattro anni ha insegnato “Storia del giornalismo sportivo” all'Università di Teramo.
È stato infine docente del corso “L'organizzazione dello sport in Italia” presso il Csea di Milano.